# Aeonium smithii
Aeonium smithii là một loài thực vật có hoa trong họ Crassulaceae. Loài này được (Sims) Webb & Berthel. miêu tả khoa học đầu tiên năm 1840.